# Amomum lagarophyllum
Amomum lagarophyllum là một loài thực vật có hoa trong họ Gừng. Loài này được Chong Keat Lim mô tả khoa học đầu tiên năm 2014 dưới danh pháp Elettariopsis angustifolia. Phân tích phát sinh chủng loại phân tử chi Amomum nghĩa rộng năm 2018 của de Boer et al. cho thấy nó thuộc về chi Amomum nghĩa hẹp, vì thế nó được Jana Leong-Škorničková và Kristýna Hlavatá chuyển sang chi Amomum. Tuy nhiên, danh pháp Amomum angustifolium đã được Daniel Hanbury sử dụng hợp lệ từ năm 1872 để chỉ loài mà hiện nay có danh pháp chính thức là Aframomum daniellii ở châu Phi, nên các tác giả đã đổi danh pháp của nó thành Amomum lagarophyllum.

## Phân bố
Loài này có ở Malaysia bán đảo.